# 變形金剛 (2007年電影)
《变形金刚》（英語：Transformers）是“变形金刚”玩具产品改编的2007年美国科幻动作片，由迈克尔·贝执导，斯蒂芬·斯皮尔伯格任执行制片人，集合计算机动画和真人演出，是《变形金刚》系列电影开山之作。希亚·拉博夫在片中扮演青年山姆·魏瓦奇（Sam Witwicky），机缘巧合卷入汽车人和霸天虎之间的战争，后两者是两派来自同一个外星球但相互对立的机械生命体，可以变形成人类生活中常见的机械。霸天虎一欲夺得火种，这种东西拥有赋予机器生命的力量，而且变形金刚也正是由火种所创，霸天虎希望可以将其用来在地球上建立一个机器军团，而汽车人则要想方设法阻止对方。电影中的其他主要演员包括泰瑞斯·吉布森、喬許·杜默、安东尼·安德森、梅根·福克斯、瑞切尔·泰勒、约翰·特托罗和強·沃特，此外汽车人和霸天虎的首领擎天柱与威震天分别由彼得·庫倫和曉高·韋榮配音。
电影由唐·墨菲和汤姆·德桑托制作，两人于2003年合作开发这一项目，其中后者编写了影片的初步构想。斯蒂芬·斯皮尔伯格于次年加入，并请来罗伯托·奥奇和艾里克斯·库兹曼撰写剧本。美国军方和通用汽车公司在电影拍摄期间让剧组借用了车辆和飞机，这不但提高了片中战斗场面的真实感，还节省了制作的费用。
孩之寶为电影規劃了规模庞大的宣传活动，与数百家公司达成了协议。这一广告闪电战包括病毒营销活动，前传漫画的协调发行，玩具、书籍，还包括与通用汽车公司、漢堡王和eBay等公司达成的置入性行銷协议。
《变形金刚》上映后无论在粉丝还是专业影评人中获得的反响都褒贬不一，但影片获得了商业上的巨大成功。其全球票房超过7.09亿美元，这个成绩在2007年的世界电影票房排行榜上名列第5位，并且截至2013年9月10日也还可以在世界电影历史票房总榜上排到第58位。影片获得了视觉效果协会的4个奖项肯定，并获得音效剪辑、音效和视觉效果3项奥斯卡金像奖提名。男主角希亚·拉博夫和为擎天柱配音的彼得·庫倫的表现也获得了高度赞誉。

## 劇情
變形金剛所居住的星球賽博坦因為由擎天柱領導的博派與由密卡登領導的狂派之間的一場戰爭而逐漸分崩離析，霸天虎開始在宇宙中尋找火種並打算籍其力量統治全宇宙，而博派則希望找到火種來結束戰爭並重建家園。密卡登成功找到了火種在地球上的位置，但迫降在北極圈的某處後被冰凍住。1897年，一位名叫阿奇博爾德·魏瓦奇（Archibald Witwicky）的探險隊隊長偶然發現了密卡登冰僵的軀體，並意外地觸發了密卡登的導航系統，火種的位置座標也因此被刻在了他的眼鏡上，還導致他從此雙目失明並且在精神上出現嚴重的問題。由美國總統赫伯特·胡佛建立的秘密政府組織第7區在科羅拉多河發現了火種，美國政府於是投資興建了胡佛水壩來掩蓋其能量釋放。政府也將被凍住的密卡登移入水壩中，通過對其進行逆向工程研究來加快人類科技的發展。
时间來到现代，狂派的成员眩晕（Blackout）攻击美军一個位于卡塔尔的军事基地，希望可以找到密卡登和火种的位置的线索。但在他从基地的电脑主机获得所需要的文件前，基地的指挥官切断了计算机的电源。威廉·伦诺克斯上尉（Captain William Lennox）与自己的手下成功逃出了基地。在美国，阿奇博尔德·魏瓦奇的后代山姆·魏瓦奇买了自己的人生第一辆车，虽然外表看来只是一辆不起眼的旧车，但这輛車实际上是博派的成员大黄蜂變形而成的，善解人意的大黃蜂还热心帮助山姆追求暗恋已久的女同学米凯拉·班斯（Mikaela Banes）。不久後，山姆发现大黄蜂半夜自行离开车库並来到空地朝外太空发射灯光信号，进而得知了其真实身份。
另一名狂派的成员迷乱（Frenzy）伪装成一台录音机潜入了空军一号，希望可以再次入侵军方网络以获得其所需要的信息，这次虽然仍被机上的一位美国特勤局探员打断，但他已经成功获得了山姆拥有的眼镜，可以找到火种和密卡登的关键线索。之后迷乱得到路障（Barricade）的接应，并随即开始追踪山姆。山姆一开始以为大黄蜂不怀好意而仓皇逃窜，却碰上了伪装成警车的路障。幸好大黄蜂及时赶到救了他一命，并且出于关心前来查看的米凯拉也卷了进来，之后大黄蜂在制服路障的同时，山姆和米凯拉也成功将迷乱斩首，但迷亂仍然存活，并变形成了米凯拉的手机。
与此同时，眩晕派出撒克巨人追杀伦诺克斯上尉一行人，成功杀死一人并重伤一人。在大战中，伦诺克斯成功联絡上美国空军给予援助，受到强大的火力打击的撒克巨人被迫钻入地底撤退。伦诺克斯等人于是成功回到了美国并汇报了有关遭受狂派攻击的情况。
在大黄蜂的引领下，山姆和米凯拉很快见到了包括柯博文、爵士、铁皮和力捷在內的其他几位博派。柯博文向两人解释了事情的前因后果，表示他们急需获得山姆的祖先留下来的一副眼镜来找到火种，因为如果被狂派抢先的話，后者就会利用火种赋予生命給地球上所有机械，这样组成的大军将导致人类灭绝。山姆带着几个汽车人回到自己家里去找眼镜，差点被山姆的双亲发现，幸好有米凯拉解围。但是第7区的政府间谍西摩·西蒙斯（Seymour Simmons）突然带领大队人马找上门来，并且拘捕了山姆、米凯拉和山姆的狗。博派之后介入营救，但最终柯博文因为不想傷害人類而放棄營救，山姆、米凯拉和大黄蜂都被军方所擒并带往胡佛大坝。其他博派则利用眼镜找到了火种的位置，然后销毁眼镜赶往胡佛大坝。此外，还有两位分别名叫玛吉（Maggie）和格伦（Glenn）的黑客也在被联邦调查局逮捕后送来了这里。因为玛吉之前在五角大楼工作时偷带出了迷乱入侵军事网络所留下的信号，想请格伦试图破解。
伪装成米凯拉的手机的迷乱也被带到了胡佛大坝，他发现了火种并在后者的能源作用下恢复，然后开始联系天王星、碎骨魔（Bonecrusher）、路障、眩晕等其他几个狂派。天王星攻击了大坝的供电系统，再加上迷乱在内部捣鬼，密卡登被成功唤醒了，并开始与其他狂派们一起追杀山姆和一众博派。大黄蜂将火种缩小成一个小盒子以便携带。他们和一些军人一起逃到了附近一个城市里，博派在军方帮助下先后打败了眩晕、破坏者（Brawl），而碎骨魔已經在之前公路上的追逐中被柯博文斩首。但大黄蜂也被天王星的攻击打断了腿，爵士更被密卡登撕成了两半。当战况开始不利时，柯博文催促山姆将火种放进自己胸口，打算与火种同归于尽，但山姆却将火种推进了密卡登的胸口，杀死后者的同时也毁掉了火种。
之后，密卡登的尸体被扔进大西洋的羅倫提恩海溝，政府也下令关闭第7区，山姆一家人重获自由。山姆和米凯拉很快开始了一段恋情，而柯博文则认为地球已经成为太的新家，并邀请还在太空中飘流的其他倖存博派来地球。电影结束后的字幕过程中插入了一段片尾彩蛋，显示天王星逃出了大气层。

## 演员

### 真人角色
- 希亚·拉博夫饰山姆·魏瓦奇，一个高中生，他的祖先阿奇博尔德·魏瓦奇是位北极探险家，因机缘巧合发现了密卡登；
- 梅根·福克斯饰米凯拉·班斯，山姆暗恋已久的女同学，小时候曾和父亲一起偷车，在片中利用这一“技能”协助山姆；
- 喬許·杜默饰威廉·伦诺克斯，駐防卡達的美國陸軍特種部隊上尉；
- 泰瑞斯·吉布森饰美国空军战斗控制技术中士罗伯特·艾普斯（Robert Epps），伦诺克斯上尉的部下；
- 约翰·特托罗饰西摩·西蒙斯，第7区的政府机密特工；
- 瑞秋·泰勒饰瑪姬·麦德森（Maggie Madsen），美国国防部招聘的一位五角大楼分析师；
- 安東尼·安德森饰格伦·怀特曼（Glen Whitmann），玛吉的一位黑客朋友；
- 凱文·鄧恩（Kevin Dunn）饰榮恩·魏瓦奇（Ron Witwicky），山姆的父亲；
- 朱丽叶·怀特（Julie White）饰朱蒂·魏瓦奇（Judy Witwicky），山姆的母亲；
- 強·沃特饰约翰·凯勒（John Keller），美国国防部长；
- 迈克尔·奥尼尔饰汤姆·班纳塞克（Tom Banachek），第7区主管；
- 阿莫瑞·諾拉斯克饰豪尔赫·“菲格”·菲格罗亚（Jorge "Fig" Figueroa），美國陸軍特種部隊成员，伦诺克斯上尉的部下；
- 扎克·沃德（Zack Ward）饰唐纳利（Donnelly）上士，伦诺克斯上尉的部下；
- 伯尼·麦克（Bernie Mac）饰鲍比·玻利维亚（Bobby Bolivia），二手车销售商。[4]

### 配音角色
- 彼得·庫倫为汽车人的首领擎天柱配音。彼得曾在80年代的动画片中为擎天柱配音，他同意在本片中继续为这一角色配音之举受到了观众的热烈欢迎[5]，并被认为是电影最出色的其中一个方面；
- 马克·瑞恩（Mark Ryan）为大黄蜂配音，他是汽车人的先锋，山姆最好的朋友；
- 达柳斯·麦克克拉里（Darius McCrary）为爵士配音，他是擎天柱的副手；
- 罗伯特·福克沃斯（Robert Foxworth）为力捷配音，他是汽车人的军医；
- 杰斯·哈梅尔（Jess Harnell）为铁皮配音，汽车人的武器专家，哈梅尔还为路障配音，后者是个变形为警车的霸天虎；
- 曉高·韋榮为霸天虎的首领威震天配音。原本这个角色考虑由原版配音員弗兰克·维尔克配音，但根据DVD评论音轨中的说法，导演贝觉得他的嗓音不合适，因此改选了曉高·韋榮；
- 吉姆·伍德（Jim Wood）为霸天虎成员碎骨魔配音；
- 雷诺·维尔森（Reno Wilson）为霸天虎成员迷乱配音；
- 查理·阿德勒（Charlie Adler）为霸天虎成员红蜘蛛配音，他是威震天的副手，变形成一架F-22猛禽战斗机。[4]

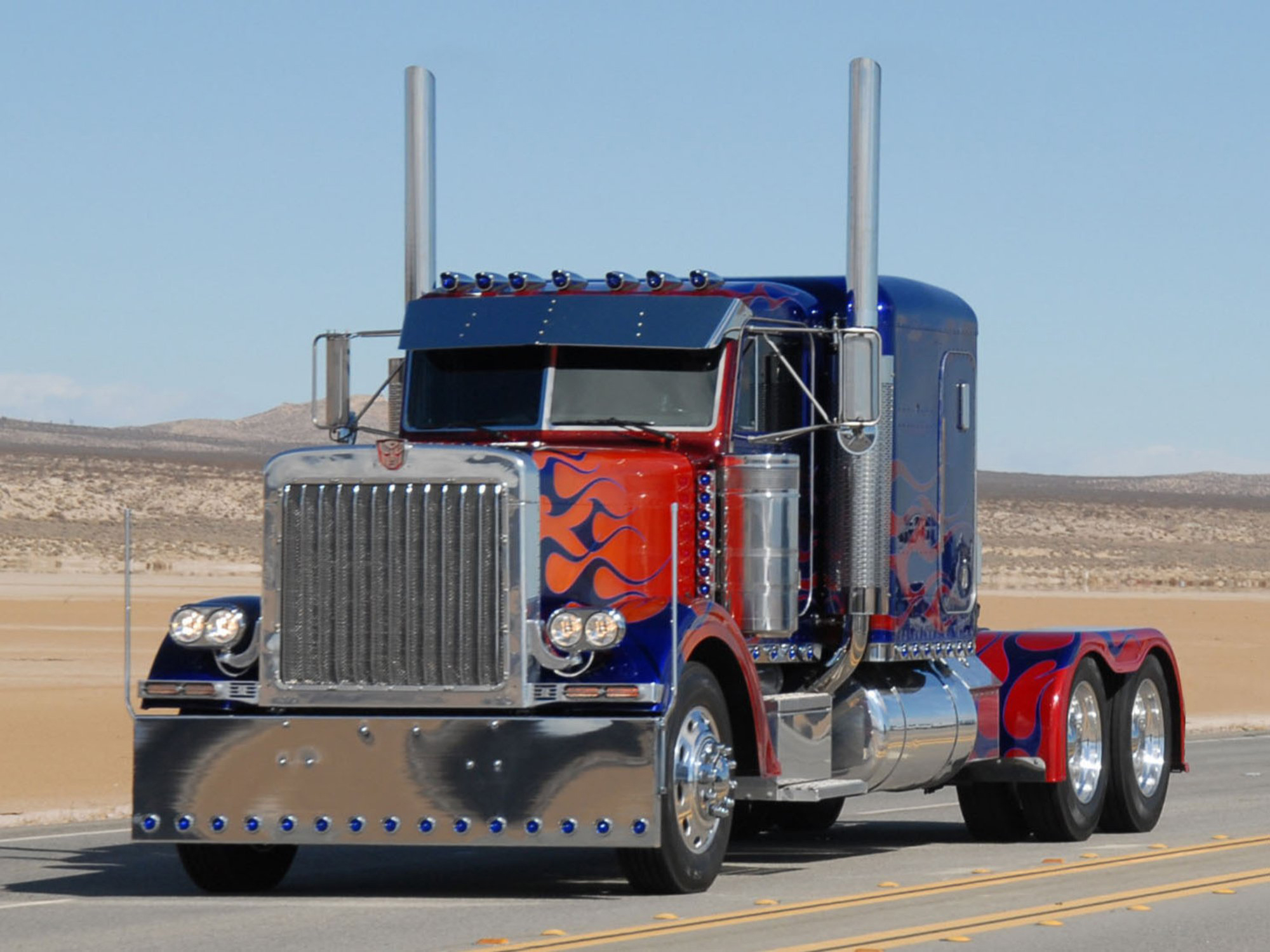
柯博文在片中的原型是一辆彼得比尔特379
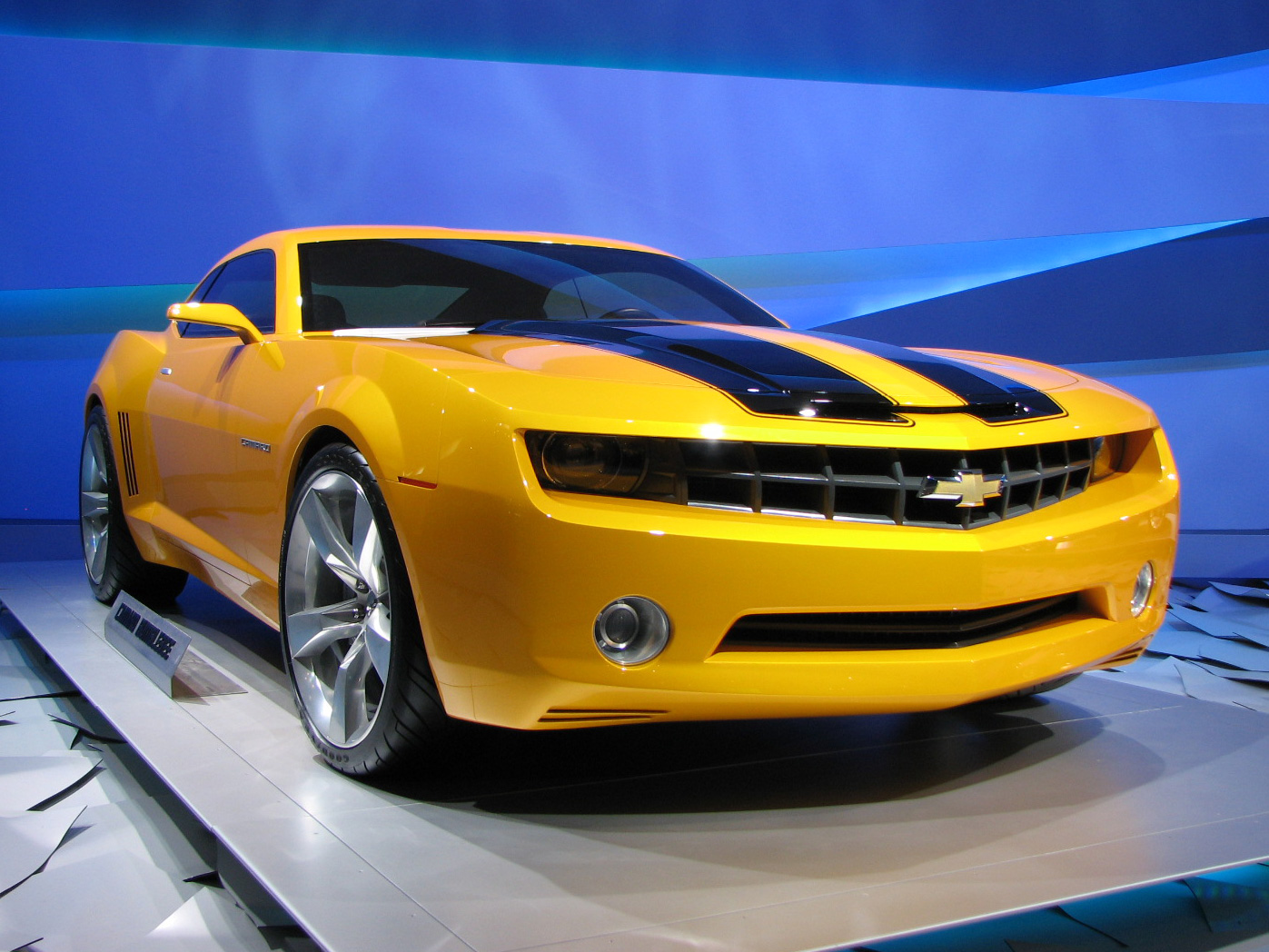
大黄蜂在片中的原型是一辆雪佛兰卡玛洛
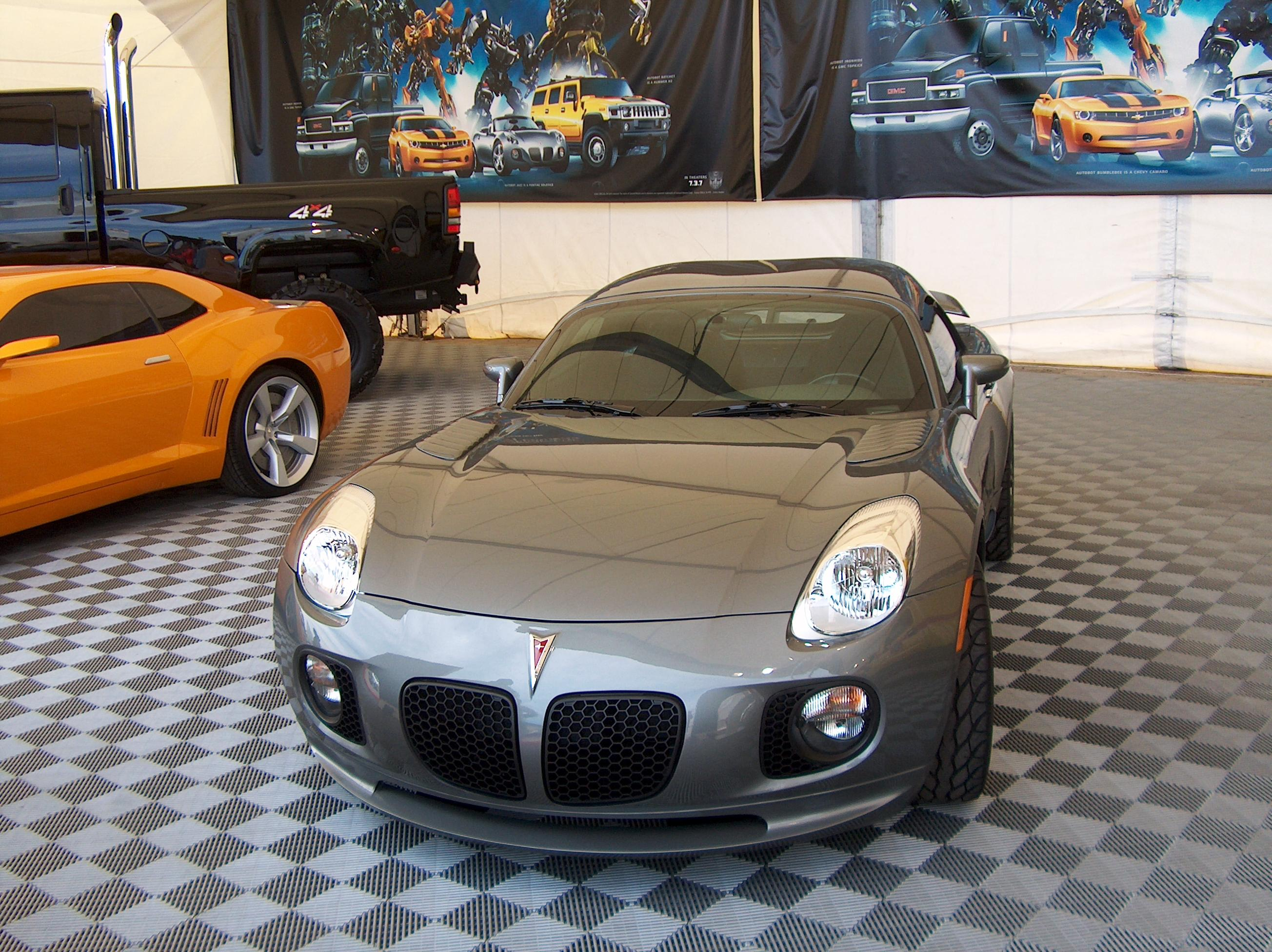
爵士在片中的原型是一辆庞蒂亚克
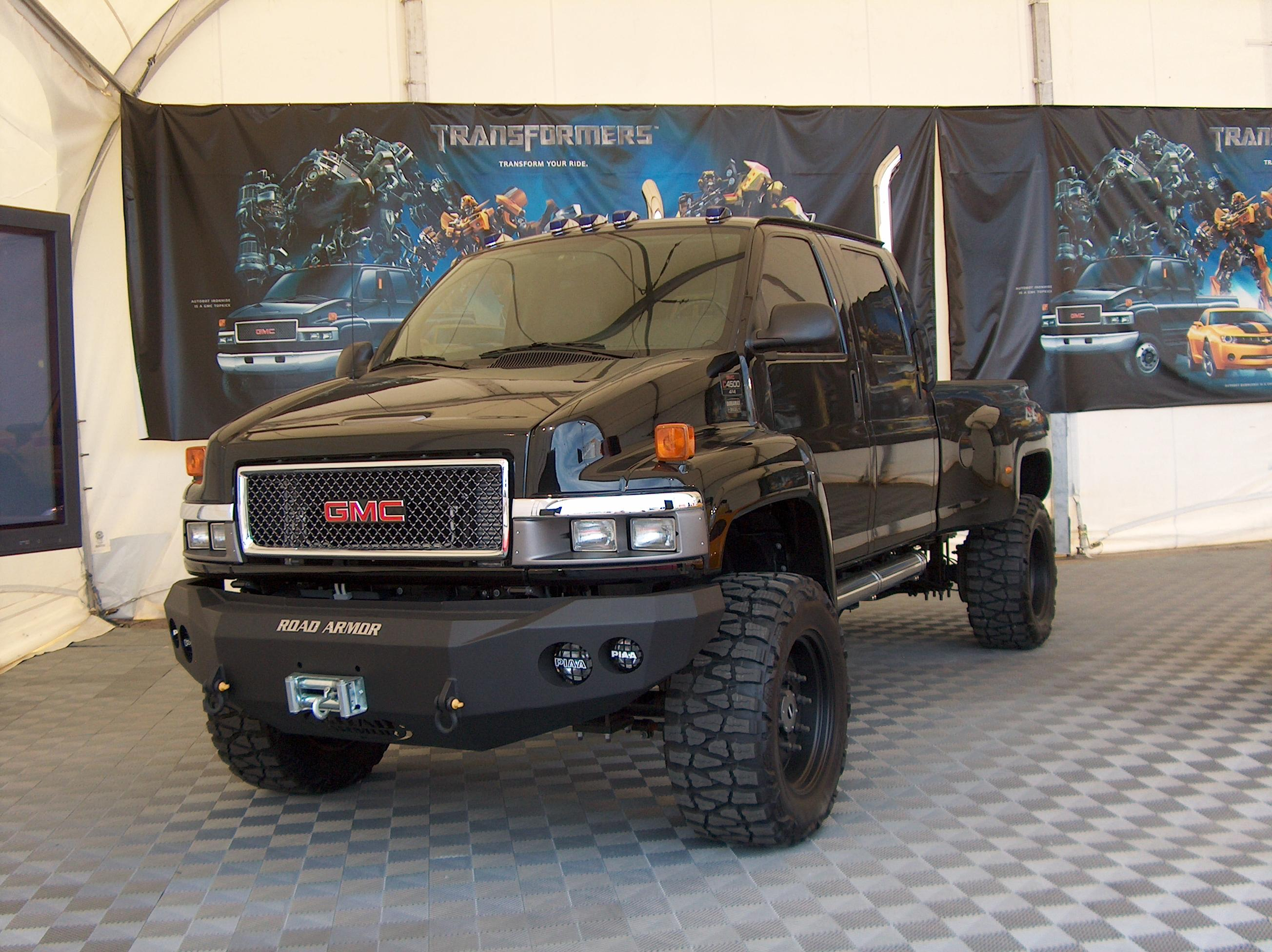
铁皮在片中的原型是一辆
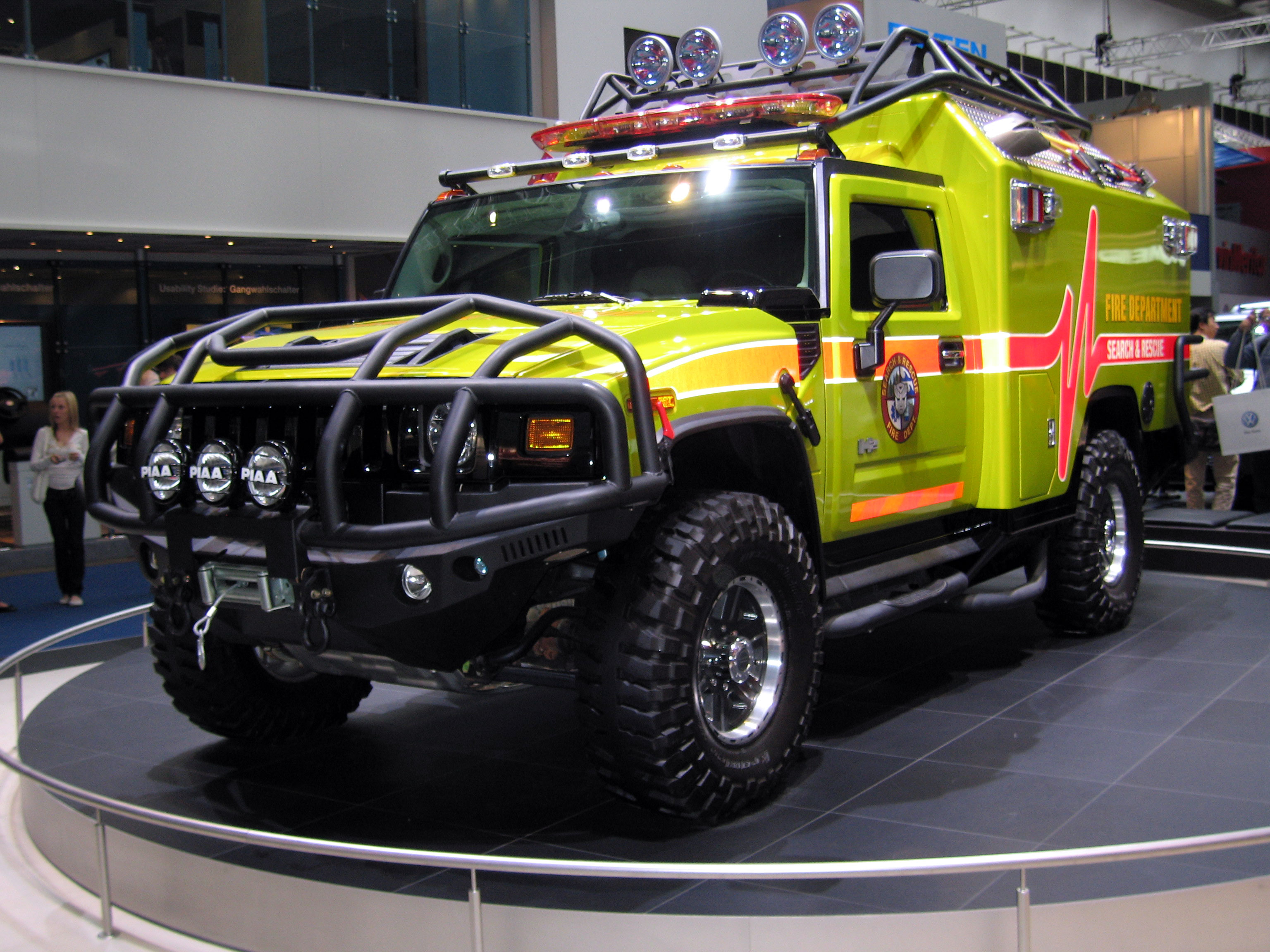
力捷在片中的原型是一辆悍馬H2

## 制作

### 发展
唐·墨菲起初计划将动画影集《特種部隊》改编成电影，但到了2003年3月伊拉克战争爆发后，孩之寶建议改将变形金刚系列改编成电影。汤姆·德桑托正是变形金刚系列产品的粉丝，他加入了墨菲的这个项目。两人与漫画书作者西蒙·福尔曼（Simon Furman）会面，决定将第一世代（Generation 1）作为电影的主要影响因素。他们把创造母体作为剧情引导线索，不过由于《黑客帝国》系列电影中出现了同名装置，因此莫菲更改了物体的名称。德桑托选择从人类的角度编写电影的前制论述以期吸引观众，而莫菲则希望有一个现实的基调，让人可以联想到灾难片。前制论述中包括的主要角色有汽车人中的擎天柱、铁皮、爵士、警车、阿尔茜、力捷、阿積和大黃蜂，霸天虎中的威震天、红蜘蛛、声波、机器狗、激光鸟（Laserbeak）、轰隆隆（Rumble）、鬧翻天和震荡波。
斯蒂芬·斯皮尔伯格也是变形金刚漫画和玩具的粉丝，他于2004年确定出任电影的執行製作人。约翰·罗杰斯撰写了剧本的初稿，其中设计了四个汽车人对抗四个霸天虎并包括有方舟号太空船。罗伯托·奥奇和艾里克斯·库兹曼是《变形金刚》动画的粉丝，两人于2005年2月获聘对剧本进行改写。斯皮尔伯格建议把剧情的重点放在“一个男孩和他的车”上，在奥奇和库兹曼看来，这表现了成年和责任的主题，“汽车在美国所代表的东西”。在两人的初稿中，萨姆和米凯拉两个角色是剧本唯一的视角。变形金刚没有台词，因为制片人担心说话的机器上看起来会显得太扯了。而两位编剧却认为即使看起来很扯也罢，但若因此就不让机器人说话，那就会是对变形金刚粉丝团的背叛。此外，第一稿还包括有一段在科羅拉多大峽谷的战斗场面。斯皮尔伯格看过了两位编剧的剧本，并给出了一些改进建议。两位编剧仍全程参与电影制作，混音期间还为机器人增加了台词，不过这些台词都没有出现在最终的电影中，与初步剪辑的版本相比，上映的电影要短15分钟。福尔曼创作，由多林金德斯利出版的《终极指南》，是编剧参与电影制作过程中所使用的一个资源。电影曾使用《最高指导原则》作为假暂定名，梦工厂的第一部变形金刚漫画也是采用该名称。
斯皮尔伯格于2005年7月30日邀请迈克尔·贝出任导演，但后者一开始觉得这是部“愚蠢的玩具电影”而拒绝了邀请。不过他还是希望能够与斯皮尔伯格合作，并在参观孩之宝后对电影有了新的概念。贝觉得初稿剧本“太孩子气”，所以他增加了故事中的军方角色。编剧们从《特种部队》中寻找士兵角色的灵感，并很小心的避免混淆其所属分支。电影中伦诺克斯试图电话联系五角大楼时与一位接线员的争执来源于贝在拍摄另一部电影时一位军人告诉他的真实经历。
奥奇和库兹曼在系列的多个机器人之间反复试验，最终和另外几位主创人员一起选定了最流行的几个作为电影中的角色。贝表示，由于孩之宝需要开始设计玩具，大部分霸天虎在确定其名称和角色前就已经选定。还有一些机器人的名称由于遭到泄露而进行了更改。擎天柱、威震天、大黄蜂和红蜘蛛是仅有的几个在每版本剧本中都有出现的角色，阿尔茜是一个奥奇和库兹曼引入的女性变形金刚，但因之后发现很难解释清楚这个机器人性别的问题，因此角色也被取消，另外贝也不喜欢其摩托车般的原型，认为有些太小了。另外早期还有一个众霸天虎在世界各地发起多轮攻击的思路，最后也放弃了。

### 设计

电影人将可行的物理原理应用到设计中，建立的机器人有足够的尺寸来对应其伪装。图上可以看到柯博文在卡车模式下的机器人身体所在

主创人员根据其设想每一种车辆的尺寸来确定每一个机器人的尺寸，这可以让变形金刚在地球上选择的伪装形式更为合理。片中有关火种的概念是罗伯托·奥奇的设想，他在思考为什么这些可以变形成交通工具的外星人会需要其他运输工具来前往某地的问题时想到了这一理念。这反映出一种希望将变形金刚的形象塑造得更像外星人的愿望，和第一世代中又重又大的形象不同。对设计产生重大影响的另一个因素则是日本武士的盔甲，变形金刚最初就是源自日本的玩具，所以这一因素也让其重新有了该国的特点。机器人的形象还需要看起来像外星人，不然他们就会与其他电影中根据人的形象设计的机器人太过相似。
主创人员与通用汽车公司达成协议，由后者提供大部分汽车人的变形伪装车型，这节省了300万美元的制作经费，通用汽车还提供了近200辆车用于在电影高潮的大战戏段中被销毁。美国军方提供了很大的支持，大幅提升了电影的真实感：片中出现了多架F-22猛禽戰鬥機、F-117夜鷹戰鬥機和V-22魚鷹式傾轉旋翼機，这三种战斗机都是首次在电影拍摄中动用；许多军人在片中出任群众演员，军方还给演员提供了真实的制服，此外片中还出现了A-10雷霆二式攻擊機和AC-130空中砲艇。克里斯蒂安·霍奇上尉（Captain Christian Hodge）开玩笑称自己必须向上级解释为啥电影主创人员想把大部分飞机都描绘成邪恶的狂派，不过他也表示，“大家都喜欢坏家伙”。

### 拍摄

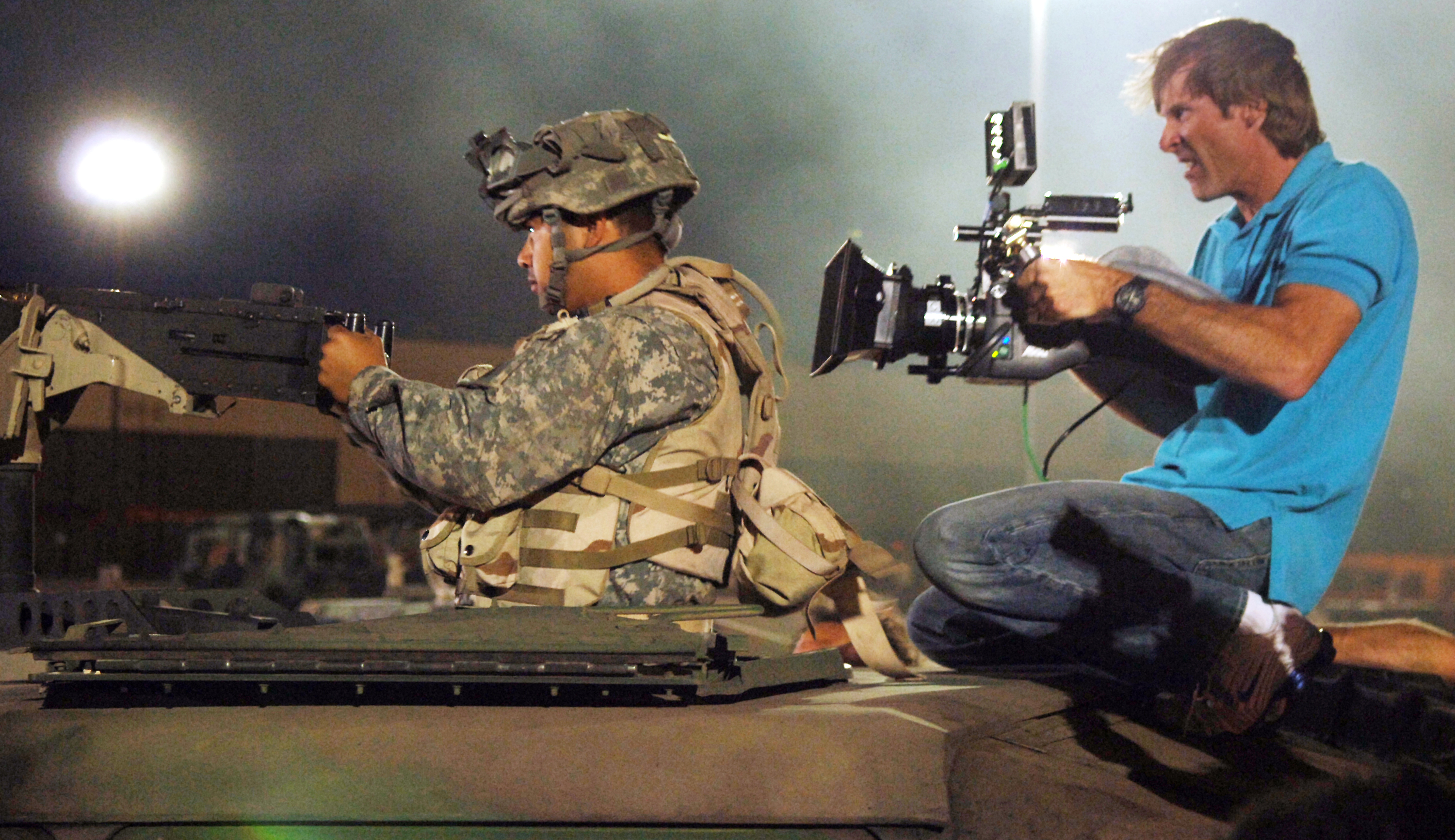
导演迈克尔·贝在霍洛曼空军基地进行拍摄

为了节省资金用于制作，导演迈克尔·贝主动减薪30%。他安排了一个为期83天的拍摄计划，为了达成这一目标，平均每天要进行比通常情况下更多的镜头调整。贝选择在美国而非澳大利亚或加拿大进行拍摄，以便能与了解自己工作方式的熟悉团队进行合作。2006年4月19日先进行了一次预拍，主体拍摄工作则于4月22日在霍洛曼空军基地（Holloman Air Force Base）展开，这里拍摄的是片中美军驻卡塔尔军事基地的桥段。为了在白沙导弹靶场拍摄撒克巨人与伦诺克斯上尉的队伍大战的桥段，这里先是进行扫描来清除未爆炸药，然后再开始建一个村庄，讽刺的是，这个村庄就是用来炸毁的。片中驾驭空中预警机的飞行员在台词上进行了即兴发挥，仿佛真是在打仗一般。
剧组还在胡佛水坝和五角大楼取景，这也是继九一一袭击事件以来首次有电影剧组获准在这两个地方进行拍摄。胡佛水坝的外景是在通常会有游客到达的10点以前拍摄的，接下来的时间则会转入水坝内部进行。片中用来囚禁威震天的机库建在洛杉矶西区的休斯飞机公司。片尾的高潮大战是前后花6个周末的时间在洛杉矶拍摄的，还有部分镜头是在环球影城外景场地和位于底特律的密歇根中央车站拍摄。剧组也获许在格里菲斯天文台取景，这里自2002年开始启动翻修工程后仍处于关闭状态。拍摄于2006年10月4日结束。此外，电影中还被发现使用了贝之前执导的电影《珍珠港》的片段。

### 特效
斯皮尔伯格鼓励贝限制动作戏中机器人和背景元素对電腦繪圖的依赖，像碎骨魔撞破一辆客车的特技就是实景拍摄，摄影镜头放置在车辆撞击和爆炸场面中，来让戏段看起来更精彩。电影中使用的传统动画于2005年4月开始制作，贝表示片中四分之三的特效是由工业光魔公司制作的，其余的则是由数字领域完成，包括在北极发现威震天，迷乱被斩断的头和一台自動販賣機经火种激活突变的镜头。许多动画师都是变形金刚的忠实粉丝，他们进行了多处自由发挥：片中爵士跳到破坏者身上攻击的桥段是参考1986年版电影《变形金刚》中的类似镜头。
工业光魔公司于2005年花了6个月的时间制作机器人变形的电脑动画，仔细对照了汽车模型上的每一个细节。起初这些变形过程都有遵循物理定律，但由于看起来不够刺激而改得更为流畅。贝拒绝了给角色面部采用液态金属的方案，而选用了“魔方”风格的造型。他希望可以在机器人身上多出现一些机械零件，这样可以令其看上去更有趣、真实、动态和快速，而不是像头笨拙的野兽。特技制作过程中的一个重要决策就是让车轮尽可能长时间地接触地面，这样机器人就可以在变形的同时保持运动。贝还要求动画师们观察两段武术表演和多部武侠片的录像，以期让电影中的打斗场面看上去更优美。
由于变形金刚设计的复杂性，即便是像转动手腕这样就简单的动作也需要17个可视元件，铁皮的每只枪都是由约1万个部件组成，大黄蜂用一片面板来充当眉毛，还需用面部的多个零件回转来表现出微笑的效果，所有角色的眼睛都经过了扩瞳和亮化设计。据贝所说，“这些视觉效果是如此复杂，工业光魔公司花掉令人咋舌的38个小时只是为了渲染其中一帧的运动画面”，这也意味着该公司必须增加处理设备。每一个经渲染的零件无论是否有光泽，都必须看起来像是真正的金属，这一点给模型制作带来了很大困难，因为那些干净的车辆都要变形成老旧且伤痕累累的机器人。对机器人的特写镜头速度有所加快，来让其看上去更“酷”，但在广角镜头中动画速度就需要放缓，以营造出令人信服的重量感。每组镜头都拍了照片，用来给计算机再现照明环境作参考，以求让机器人看上去像真的在这样的环境中活动一样。贝之前曾导演过多部汽车广告，他清楚光線追蹤正是让这些机器人看上去更真实的关键，电脑合成模型的真实程度就取决于周围环境反射到这些模型上的程度。机器人都经编程植入了多种模拟，以便动画师们专心于对所需特定区域的动画制作，来让镜头看上去更真实可信。

### 音乐
曾与迈克尔·贝在《逃出克隆岛》中合作过的作曲家史蒂夫·贾布隆斯基先为本片的预告片谱写了配乐，之后再为电影本身谱曲。曲目的录制工作于2007年4月在加利福尼亚州的卡尔弗城进行。所有曲段使用了六大主题，全长约90分钟。汽车人拥有三个主题，其中“擎天柱”（Optimus）代表了这位汽车人领袖的智慧和仁慈，另一个主题则在几位汽车人降临地球时演奏。霸天虎和火种都有相应的主题。贾布隆斯基的导师漢斯·季默也在配乐创作过程中提供了帮助。

## 市场营销
玩具由TAKARATOMY負責設計，由孩之宝負責出售，電影上映前一年TAKARATOMY開始設計電影玩具,但電影公司一年前還沒有完成設計,只有概念圖,日本設計師要猜測電影造形設計電影玩具，火种、擎天柱和红蜘蛛的玩具于2007年5月1日在美国上市，第一波玩偶则于6月2日上市。这些玩具中还包括了阿尔茜在内的多个电影里没有出现的角色。第二波产品名为“火种源动力”（AllSpark Power），计划于2007年末发行，其中将包含电影中那些普通汽车经重新绘制的机器人版本。这些玩具中还包括活动部件，让其可以自动变形。孩之宝2007年在本片周边商品上的销售额达到了4.8亿美元。
孩之宝与约200家公司达成协议，在约70个国家对电影进行宣传。迈克尔·贝为通用汽车、松下電器、漢堡王和百事公司导演了置入性行销广告，电影中的包括大黄蜂的原型轿车和火种等道具放到了eBay网站上进行慈善义卖。第7区的网站上还出现了一个病毒营销另類實境遊戲，其中有本片中和以前的所有变形金刚玩具一起参加一个名为“饿龙”（Hungry Dragon）的秘密行动。网站上还有多段视频，提供地球上存在变形金刚的“证据”，其中包括大黄蜂的那辆原型轿车。

## 发行和反响
《变形金刚》于2007年6月10日在N首爾塔举行了全球首映式。而电影6月27日在洛杉矶电影节（Los Angeles Film Festival）举行的首映式使用了数字卫星来将影片实时投射到银幕上。6月28日影片又在羅德島州举办了首映式，到场观众可以购买价格为75美元的门票自由入场观看，所获收入将使该州的4个慈善机构受益，分别是罗德岛社区粮食银行（the Rhode Island Community Food Bank）、罗德岛自闭症计划（the Autism Project of Rhode Island）、罗德岛领养（Adoption Rhode Island）和孩之宝儿童医院。2007年9月21日，电影开始经IMAX发行，并且与之前放映的版本相比还有增加一些内容。

### 概括
《变形金刚》的粉丝对电影中许多角色风格激进的重新设定评价不一，不过选择彼得·庫倫来为擎天柱配音之举获得了热烈好评。《变形金刚》的漫画作者西蒙·福尔曼和《百變金剛》的脚本顾问本森·议（Benson Yee）都称赞这是一部壮观而充满乐趣的电影，不过福尔曼觉得片中人类的故事情节有些太多了。而议则感觉作为一个系列的开山之作，电影需要建好大部分虚拟宇宙，因此没有足够的时间细述霸天虎的故事。
电影为变形金刚系列产品大幅提升了知名度，吸引了众多新粉丝。其商业上的成功也催生了将《聖戰士》和《太空堡垒》改编写电影的计划，还包括《霹雳游侠》的重拍。拍摄续集期间，一些军人告诉导演迈克尔·贝，《变形金刚》有助于让他们的孩子理解自己父亲的事业，许多人都给他们的水牛地雷防護車起了与变形金刚角色相同的名字，电影中的这种车正是碎骨魔的原型。
电影2009年发行的续集片名定为《變形金剛：復仇之戰》后，罗伯特·奥奇曾被问起本片是否会重新命名，就像1977年的《星球大战》重新发行时命名为《星際大戰四部曲：曙光乍現》一样。奥奇估计这一可能性不大，但如果真要更名，他会用《变形金刚：别有洞天》（Transformers: More Than Meets the Eye，意译）。

### 专业评价
《变形金刚》在影评人中获得的评价褒贬不一。根据烂蕃茄上收集的221篇专业评论文章，其中127篇给出了“新鲜”的正面评价，“新鲜度”为57%，平均得分5.8（最高10分）。而在Metacritic上收集的35篇评论中有26篇给出好评，2篇差评，7篇褒贬不一，平均得分61（满分100）。IGN网站的托德·吉尔克里斯特（Todd Gilchrist）称这是迈克尔·贝最优秀的电影，是“为数不多的几部可以让人同时对其中的聪明和愚蠢感到满意的作品之一，这主要是因为片中无可否认地拥有很多有趣的东西”。《广告商》（The Advertiser）的肖恩·福斯特（Sean Fewster）认为片中的视觉特技堪称天衣无缝，“你可能会以为电影公司真的实现了人工智能”。《丹佛邮报》（The Denver Post）的丽莎·肯尼迪（Lisa Kennedy）称赞片中对机器人的描述拥有“可信的尺度呈现和亲切感”。ABC节目主持人玛格丽特·彭慕兰（Margaret Pomeranz）对片中“一个像我这样对变形金刚完全一无所知的人牵扯进这些巨型机器命运”的设定感到惊喜。网站的德鲁·麦克威尼（Drew McWeeny）觉得大多数角色都融入到了故事里，而这一点在大量特技泛滥的今天是一个真正的奇迹。作家彼得·大卫（Peter David）称赞导演成功地一直吊起观众的胃口，最终呈现出了一些真正壮观的战斗场面。罗杰·埃伯特也给予影片三星（最高四星）的正面评价。
虽然电影的视觉效果获得了赞誉，但影评人对人类的故事情节有不同看法。《荷里活報道》的柯克·哈尼科特（Kirk Honeycutt）喜欢片中“把一个少年的情节主线和世界末日捆绑在一起”的做法，而《帝國雜誌》的伊恩·内森（Ian Nathan）则称赞希亚·拉博夫是“一个聪明、有天份的喜剧演员”，称他把握了这个玩具故事中直率和讽刺的平衡。网站的创始人哈里·诺尔斯（Harry Knowles）觉得迈克尔·贝的风格和斯皮尔伯格有冲突，称片中的军方故事线索只是在转移观众对萨姆的注意力。詹姆斯·伯拉迪尼（James Berardinelli）很讨厌这部电影，他无法在动作戏中把角色联系起来，因此觉得影片冗长乏味。《洛杉磯時報》的肯尼斯·图兰（Kenneth Turan）觉得片中的人类“毫无生气到有些奇怪，一直在那裹足不前消磨时间，等待那些大玩具来让镜头充实起来”，而网站的约书亚·斯坦姆斯（Joshua Stames）觉得那些变形金刚本来是“完全真实可信的，可一旦他们开口说话的那一瞬起，他们就还原成了几个糟糕的动画角色”。《每日先驱报》（Daily Herald）的马特·阿拉多（Matt Arado）对剧中变形金刚只比配角略多一点的戏份感到恼火，而且觉得电影中场有些低迷。CNN的汤姆·查瑞提（Tom Charity）对电影基于玩具的构思提出疑问，觉得电影“旨在吸引青年观众……但把我们这些人晾在一边纳闷好莱坞是不是又把目标降低了”。

### 票房
《变形金刚》是2007年全世界商业上最成功的非续集电影，如果包括续集，其7.09亿美元的票房成绩也可以在2007年的世界电影中排到第5位，仅次于《加勒比海盗3：世界的尽头》、《哈利波特：鳳凰會的密令》、《蜘蛛侠3》和《史瑞克三世》，并且截止2013年9月10日也还可以在世界电影历史票房总榜上排到第58位。影片于2007年6月28日在包括澳大利亚、新西兰、新加坡和菲律宾在内的10个国家上映，首周进账2950万美元，登上这全部10个国家的票房冠军宝座。电影在马来西亚收入520万美元，刷新了该国历史上的电影票房纪录。《变形金刚》于7月11日在中华人民共和国上映，收入3730万美元，成为该国继1997年的《泰坦尼克号》后票房最高的外语电影。其上映第一天就收入了300万美元，也刷新了该国外语片上映的纪录。影片于7月27日在英国正式上映，进账870万英镑，并在这个周末创下了电影上座率的新纪录。在英国电影票房排行榜上位居第二位，仅次于《辛普森一家大电影》。《变形金刚》还成为2007年度大韩民国观影人数最多的外语电影，并刷新影片的外汇收入纪录。
在北美，《变形金刚》是2007年平均每家电影院或平均每张银幕收入最高的电影。影片于7月2日20点开始进行预演，7月3日正式上映，其中单在美国的预演就收入了880万美元，正式上映当天则收入2780万美元，刷新了星期四上映电影票房的纪录，不过这个纪录之后被2012年的《蜘蛛人：驚奇再起》打破。不过，本片打破了《蜘蛛人2》创下的7月4日票房纪录，收入达2900万美元。《变形金刚》在北美的4050家电影院上映，第一个周末就进账7050万美元，而上映首周则达到1.55亿美元，创下了非续集电影的首周票房新纪录。这个成绩比派拉蒙电影公司的预期还要高50%，该公司的一位高层将之归功于口口相传效应，让家长们知道“可以带上孩子（去看）”。一位市场调查显示电影最受儿童及其包括年长女性在内的家长们欢迎，还吸引了许多非裔和拉丁裔观众走进电影院。《变形金刚》在美国和加拿大的影院上映共计收入了3.19亿美元，是两国2007年的电影票房季军，仅次于《蜘蛛侠3》和《史瑞克三世》。

### 荣誉
《变形金刚》上映前，就在2007年MTV电影大奖中经投票入选“你还没看过的最佳暑期电影”，之后又在2008年MTV電影大獎中当选为最佳影片。影片在第80届奥斯卡金像奖角逐中获得了音效剪辑、音效、视觉效果3项提名，但均未获奖，分别败给了《神鬼認證：最後通牒》和《魔幻羅盤》。电影获2008年儿童选择奖最受欢迎电影奖提名，但最终不敌《鼠來寶》。影片在2007年吉隆坡国际电影节（Kuala Lumpur International Film Festival）上获得了最佳特技效果评审团优异奖。视觉效果总监斯科特·法拉（Scott Farrar）分别在好莱坞电影节和2007年10月22日举行的好莱坞颁奖晚会典礼上因在本片中的出色表现而获得了肯定。
2008年，视觉效果协会授予《变形金刚》4个奖项，分别是“以视效带动”类电影最佳视觉效果和最佳单场视觉效果桥段（片中擎天柱和碎骨魔的大战），另外两个奖项分别针对电影的微缩模型和合成两方面表现。作曲家史蒂夫·贾布隆斯基也获得了广播音乐公司（Broadcast Music Incorporated）的肯定。《娱乐周刊》将大黄蜂列为最受欢迎计算机合成角色的第4名，而《泰晤士报》则把擎天柱评为最优秀电影机器人的第30位。而在另一方面，強·沃特因本片和《國家寶藏：古籍秘辛》、《九月黎明》（September Dawn）等4部电影而获第28届金酸莓奖最差男配角奖提名。

### 家用媒体
《变形金刚》于2007年10月16日发行了第一区的DVD，同时发行的还有HD DVD格式。其中沃尔玛版本的DVD中包含前作漫画的缩减动画版本，名为《变形金刚起源》（Transformers Beginnings），其中有马克·瑞恩、彼得·庫倫、凯文·杜恩和弗兰克·维尔克配音。而塔吉特版本则是一个擎天柱变形的DVD盒，还有一本有关霸天虎的漫画书。DVD发行后，首周售出了830万份，是2007年销售速度最快的DVD，HD DVD在北美共售出19万份，创下了该格式单片销售的新纪录。DVD一共售出了1374万份，也是2007年最畅销的。
电影于2008年9月2日发行了藍光光碟。其中的双碟版本首周就成为最畅销的电影蓝光影碟，占该周影片DVD销售量的三分之二，在所有DVD销量版上仍然可以排到第3位。2009年6月16日，派拉蒙在所有新的《变形金刚》DVD中包括了一张贴纸，其中包含有可以用来在线观看首部电影独家内容的代码，还可以抢先欣赏续集《變形金剛：復仇之戰》，内容包括三段《變形金剛：復仇之戰》的独家片段，两部电影的幕后片段和第一部电影的一些从未发行过的删除镜头。截止2013年9月9日，DVD在北美地区已经售出了超过1625万份，收入超过2.92亿美元。

## 续集
2009年6月24日，电影的续集《變形金剛：復仇之戰》上映，虽然所获专业评价惨不忍睹，但商业上仍然非常成功，票房更胜前作。2011年6月29日，第二部续集《變形金剛3》以3-D模式上映，评价仍然较差，但票房突破11亿美元。2014年6月27日，第4部《变形金刚》电影《变形金刚4》发行，票房超过10亿美元，成为2014年世界电影票房冠军。第5部《变形金刚》系列电影于2017年上映，迈克尔·贝繼續出任导演。